# 2015年深圳庆盛工人罢工事件
深圳庆盛工人罢工事件是发生在2015年6月的罢工事件。庆盛服饰皮具有限公司（简称庆盛工厂）试图关闭工厂并搬迁，工人要求协商谈判工龄赔偿金，但资方并不回应工人诉求，引起工人不满，继而发生的罢工事件。工人要求罢工从6月9日开始，一直持续至7月中旬，期间警察曾在工厂驱散工人行动。

## 背景
庆盛工厂是一家位于深圳市宝安区横坑路的制衣工厂，是快销品牌优衣库的代工厂。在2015年6月的罢工之前，庆盛工人曾在2014年12月就补缴社保的问题而进行过一次罢工。2015年6月时，庆盛工厂有不少工人将在未来数年内到达退休年龄，但其养老保险还没有缴纳清，并存在欠缴工人社保的情况。
庆盛工厂的关厂和搬迁计划，与订单外流和低端制造业大规模转移的背景相关，该厂会将订单发往越南，而在深圳的庆盛工厂处理的单数则一直在下降。

## 事件经过
2015年6月，庆盛工厂向工人通告，要搬厂至5.3公里外的利华成衣厂（庆盛公司的母公司），搬迁后工人的工作性质、劳动关系以及待遇并不会改变。但是工人担心利华成衣厂无法吸纳全部员工，而且新厂规定严格，他们担心自己最后会被解雇。随后，工人向资方提交“集体谈判邀约书”，资方没有就邀约回应。
6月9日，负责谈判的工人代表吴伟花被资方要求退出行动，她拒绝退出后，随即被解雇。同日，有300多名工人则占据车间，开始罢工。
庆盛工人提出的诉求主要是：补缴员工应缴未缴的社保，给付入职以来克扣的加班工资、高温津贴及入职以来应休未休的带薪年假工资补偿，确定员工搬迁安置及变更劳动关系状况的补偿。
6月21日，在罢工持续了两周后，庆盛工人发出一封公开信，指出资方反复威胁员工，如果不到新厂上班，就会按旷工处理，并且一直不愿意与工人进行谈判，而罢工工人只能24小时吃住守候在厂区。此外，当地警察曾到工厂里打压工人行动，并且以妨害公务的名义刑事拘留了一名五十多岁的女工。公开信也呼吁和庆盛合作的品牌方，可以给资方压力，保障工人权益。
6月29日，约100名工人到广东省广州市的省信访局和省劳动局求助，要求资方和工人协商谈判，以及要求警方释放被羁押的女工。在广州期间，工人为节省开销，在公园里露宿。
7月21日，资方发出通告称，不愿意到新厂上班，又不接受资方解除劳动合同协商的工人，将根据公司规定“被处理”。而资方提出的解除劳动合同的赔偿标准是：工龄10年以下的每年补偿500元；10年到15年的每年补偿600元；15年以上的每年补偿800元。工人认为标准过低难以接受。部分工人因为维权持续遭受打压，而选择接受资方赔偿标准离职。

## 各方反应

#### 优衣库回应
2015年7月16日，优衣库就庆盛工人罢工事件回应称：“本集团认为厂方与工人只有经由对话以及协商达成共识才能平和解决问题，因此也将继续敦促利华成衣（庆盛的母公司）积极与工人沟通，并强烈要求该公司迅速达成解决方案。”同时，回应信称优衣库尊重劳动人权，改善劳动环境是优先课题之一。
但关注罢工的台湾劳工团体认为，优衣库在此罢工事件上毫无作为，却又纵容代工厂剥削劳工，企图用声明撇清关系之嫌。

#### 全球声援
庆盛工人的罢工得到关注优衣库制衣产业链的劳工团体的声援，有参与声援者在美国、土耳其、日本等全球多地的优衣库旗舰店抗议。2015年7月17日，台湾多个劳工团体的约20名抗议者在台北优衣库旗舰店大门抗议，敦促庆盛工厂和工人进行平等谈判、依法赔偿遣散费和拖欠的社保金、协助被羁押的工人无罪释放。
全球声援庆盛工友的Facebook主页在2015年7月，发起全球联署、一人一相声援工人等行动。